# Evergestis petasalis
Evergestis petasalis is een vlinder uit de familie van de grasmotten (Crambidae). De wetenschappelijke naam van de soort is voor het eerst gepubliceerd in 1939 door Hans Zerny.
De soort komt voor in Iran.